# StEG II 608–618
| StEG IVc / StEG IVc" / StEG 300/ StEG 310 / StEG 320 / MÁV XIId 5581–5597 / MÁV XIId 6581–6597 / MÁV XIIg 5621–5628 / MÁV XIIg 6621–6628 / kkStB 195 / BBÖ 195 / ČSD 300.4 / MÁV 380 / MÁV 382 | StEG IVc / StEG IVc" / StEG 300/ StEG 310 / StEG 320 / MÁV XIId 5581–5597 / MÁV XIId 6581–6597 / MÁV XIIg 5621–5628 / MÁV XIIg 6621–6628 / kkStB 195 / BBÖ 195 / ČSD 300.4 / MÁV 380 / MÁV 382 | StEG IVc / StEG IVc" / StEG 300/ StEG 310 / StEG 320 / MÁV XIId 5581–5597 / MÁV XIId 6581–6597 / MÁV XIIg 5621–5628 / MÁV XIIg 6621–6628 / kkStB 195 / BBÖ 195 / ČSD 300.4 / MÁV 380 / MÁV 382 | StEG IVc / StEG IVc" / StEG 300/ StEG 310 / StEG 320 / MÁV XIId 5581–5597 / MÁV XIId 6581–6597 / MÁV XIIg 5621–5628 / MÁV XIIg 6621–6628 / kkStB 195 / BBÖ 195 / ČSD 300.4 / MÁV 380 / MÁV 382 | StEG IVc / StEG IVc" / StEG 300/ StEG 310 / StEG 320 / MÁV XIId 5581–5597 / MÁV XIId 6581–6597 / MÁV XIIg 5621–5628 / MÁV XIIg 6621–6628 / kkStB 195 / BBÖ 195 / ČSD 300.4 / MÁV 380 / MÁV 382 |
| --- | --- | --- | --- | --- |
| StEG IVc Nr. 382 | | | | |
| Hersteller: | Lokomotivfabrik der StEG | Lokomotivfabrik der StEG | Lokomotivfabrik der StEG | Lokomotivfabrik der StEG |
| Anzahl: | 45 | 45 | 45 | 45 |
| Nummerierung: | StEG 30001–02 | StEG 30003 | StEG 310 | StEG 320 |
| | 195.01–02 | 195.03 | 195.04–13 | 195.14–20 |
| | MÁV 6621–28 | MÁV 6621–28 | MÁV 380 / 382 | MÁV 380 / 382 |
| Baujahr: | 1879–1880 | 1881 | 1882–1883 | 1883–1891 |
| Ausmusterung: | 1926 (BBÖ), 1938 (ČSD) | 1926 (BBÖ), 1938 (ČSD) | 1926 (BBÖ), 1938 (ČSD) | 1926 (BBÖ), 1938 (ČSD) |
| Bauart: | C n2t | C n2t | C n2t | C n2t |
| Zylinderdurchmesser: | 300 mm | 300 mm | 320 mm | 370 mm |
| Kolbenhub: | 460 mm | 460 mm | 460 mm | 460 mm |
| Treibraddurchmesser: | 1.100 mm | 1.100 mm | 1.100 mm | 1.100 mm |
| fester Radstand: | 2.600 mm | 2.600 mm | 2.600 mm | 2.600 mm |
| Gesamtradstand: | 2.600 mm | 2.600 mm | 2.600 mm | 2.600 mm |
| Anzahl der Heizrohre: | 97 | 97 | 97 | 97 |
| Rohrheizfläche: | 51,6 m² | 51,6 m² | 51,6 m² | 51,6 m² |
| Strahlungsheizfläche: | 4,5 m² | 4,5 m² | 4,5 m² | 4,5 m² |
| Rostfläche: | 0,93 m² | 0,93 m² | 0,93 m² | 0,93 m² |
| Dampfdruck: | 10 | 10 | 10 | 10 |
| Leermasse: | 21,5 t | 21,9 t | 21,5 t | 22,2 t |
| Reibungsgewicht: | 25,2 t | 26,0 t | 25,7 t | 26,2 t |
| Dienstgewicht: | 27,1 t | 26,0 t | 25,7 t | 26,2 t |
| Länge: | k. A. | k. A. | k. A. | k. A. |
| Höhe: | k. A. | k. A. | k. A. | k. A. |
| Höchstgeschwindigkeit: | 35 km/h | 35 km/h | 35 km/h | 35 km/h |

Die Dampflokomotiven StEG II 608–618 bildeten eine Tenderlokomotivreihe der Staats-Eisenbahn-Gesellschaft (StEG), einer privaten Eisenbahngesellschaft Österreich-Ungarns.
Die StEG beschaffte 1879 bis 1881 zunächst elf Stück (608–618) dieser Tenderlokomotiven, die der Kategorie IVc" zugeordnet wurden.
Von einer leicht modifizierten Variante (Kategorie IVc) wurden 34 Stück (460–493) von 1882 bis 1891 in Dienst gestellt.
Ab 1897 wurden erstere als Reihe 300, zweitere als Reihen 310 und 320 bezeichnet.
Nach der Übernahme der in Ungarn gelegenen Strecken der StEG bezeichnete die MÁV sie zunächst als Reihen XIIg 5621–28 (später 6621–28) sowie XIId 5581–97 (später 6581–97), ab 1911 als Reihen 380 und 382.
Als die österreichischen Strecken in den k.k. österreichischen Staatsbahnen (kkStB) aufgingen, wurden die Maschinen dieser Reihen als 195.01–20 eingeordnet.
Nach 1918 wurden 13 Maschinen der ČSD als Reihe 300.4 zugesprochen, der BBÖ verblieb eine Maschine, die 1926 ausgemustert wurde.
Die ČSD schied die letzte Maschine der Reihe 300.4 1938 aus.
Die Lokomotive war auch in Ungarn vertreten. Bezeichnet als Reihe 382 schieden sie nach dem Ersten Weltkrieg aus. Die 382.007 schied 1913 bei den MAV aus. Danach war sie bis 1958 bei der Budapester Mistbahn eingesetzt, danach bis 1959 bei den BHEV, und danach war sie noch bei einer Zuckerfabrik in Kaposvár eingesetzt. Heute ist die Lokomotive als eine der wertvollsten Lokomotive im Bahnpark Budapest ausgestellt.